# Asti
Asti é uma comuna italiana da região do Piemonte, província de Asti, com cerca de 70.598 habitantes. Estende-se por uma área de 151 km², tendo uma densidade populacional de 468 hab/km². Faz fronteira com Azzano d'Asti, Baldichieri d'Asti, Calliano, Castagnole Monferrato, Castell'Alfero, Castello di Annone, Celle Enomondo, Chiusano d'Asti, Cinaglio, Cossombrato, Isola d'Asti, Monale, Mongardino, Portacomaro, Refrancore, Revigliasco d'Asti, Rocca d'Arazzo, San Damiano d'Asti, Settime, Tigliole, Vigliano d'Asti.
Era conhecida como Hasta Pompeia no período romano.

## Demografia
| Variação demográfica do município entre 1861 e 2011                               |
|                                                                                   |
| Fonte: Istituto Nazionale di Statistica (ISTAT) - Elaboração gráfica da Wikipedia |

## Geminações
- Biberach an der Riß, Baden-Württemberg, Alemanha[4]
- Valence, Drôme, França[5]
- Ma'alot-Tarshiha, Distrito Norte, Israel[6]
- Miami, Flórida, Estados Unidos[7]